# Neobidessodes darwiniensis
Neobidessodes darwiniensis är en skalbaggsart som beskrevs av Lars Hendrich och Michael Balke 2011. Neobidessodes darwiniensis ingår i släktet Neobidessodes och familjen dykare. Inga underarter finns listade i Catalogue of Life.